# Hederymove Pershe
Primera Hederymove  (ucraniano: Гедеримове Перше) es un pueblo del Raión de Rozdilna en el Óblast de Odesa de Ucrania. Según el censo de 2001, tiene una población de 75 habitantes.